# ايه بي ان امرو
ايه بي ان امرو هو بنك هولندي يقع مقره الرئيسي في أمستردام . هو ثالث أكبر بنك في هولندا. تم إعادة تأسيسها في شكلها الحالي في عام 2009، في أعقاب الاستحواذ على واعادة تأسيس الأصلي من قبل مجموعة مصرفية تتألف من مجموعة رويال بنك أوف سكوتلاند، ومجموعة سانتاندر وفورتيس. بعد انهيار فورتس، الذي استحوذ على الأعمال الهولندية، تم تأميمها من قبل الحكومة الهولندية إلى جانب فورتس بنك نادرلاند. تم الاعتماد عليها كشركة عامة مرة أخرى في عام 2015.
البنك هو نتاج تاريخ طويل من عمليات الدمج والاستحواذ التي يعود تاريخها إلى عام 1765. في عام 1991، وافق وبنك(وهو نفسه نتيجة اندماج بنك أمستردام وبنك روتردام في الستينيات) على الاندماج لإنشاء البنك الأصلي. بحلول عام 2007، كان ثاني أكبر بنك في هولندا والثامن في أوروبا من حيث الأصول. في ذلك الوقت وضعت المجلة ذا بنكر و فورتشن غلوبال 500 المرتبة 15 في قائمة أكبر البنوك في العالم وكان لديها عمليات في 63 دولة، مع أكثر من 110,000 موظف.

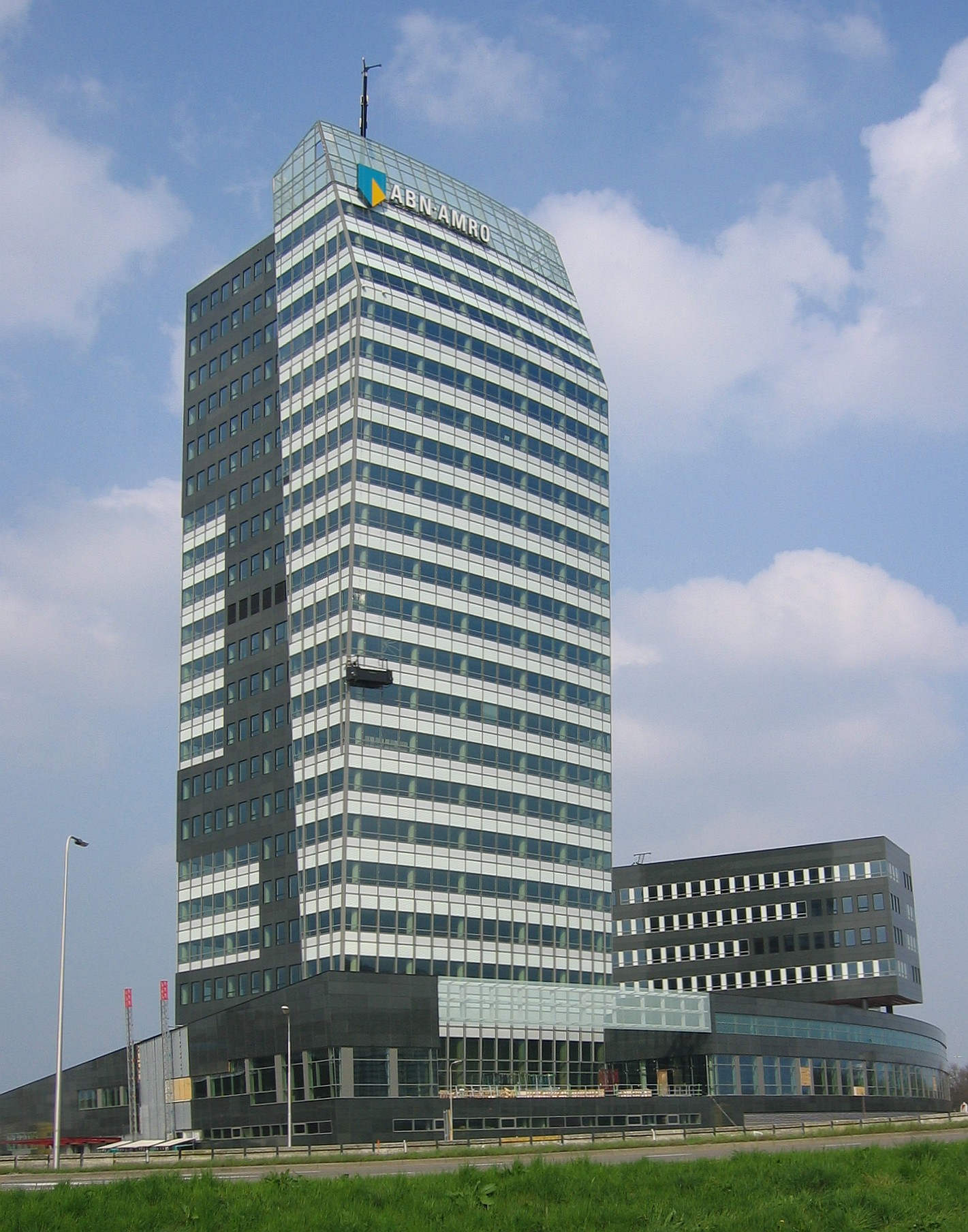
مقر ايه بي ان امرو للتأمين في زفولي

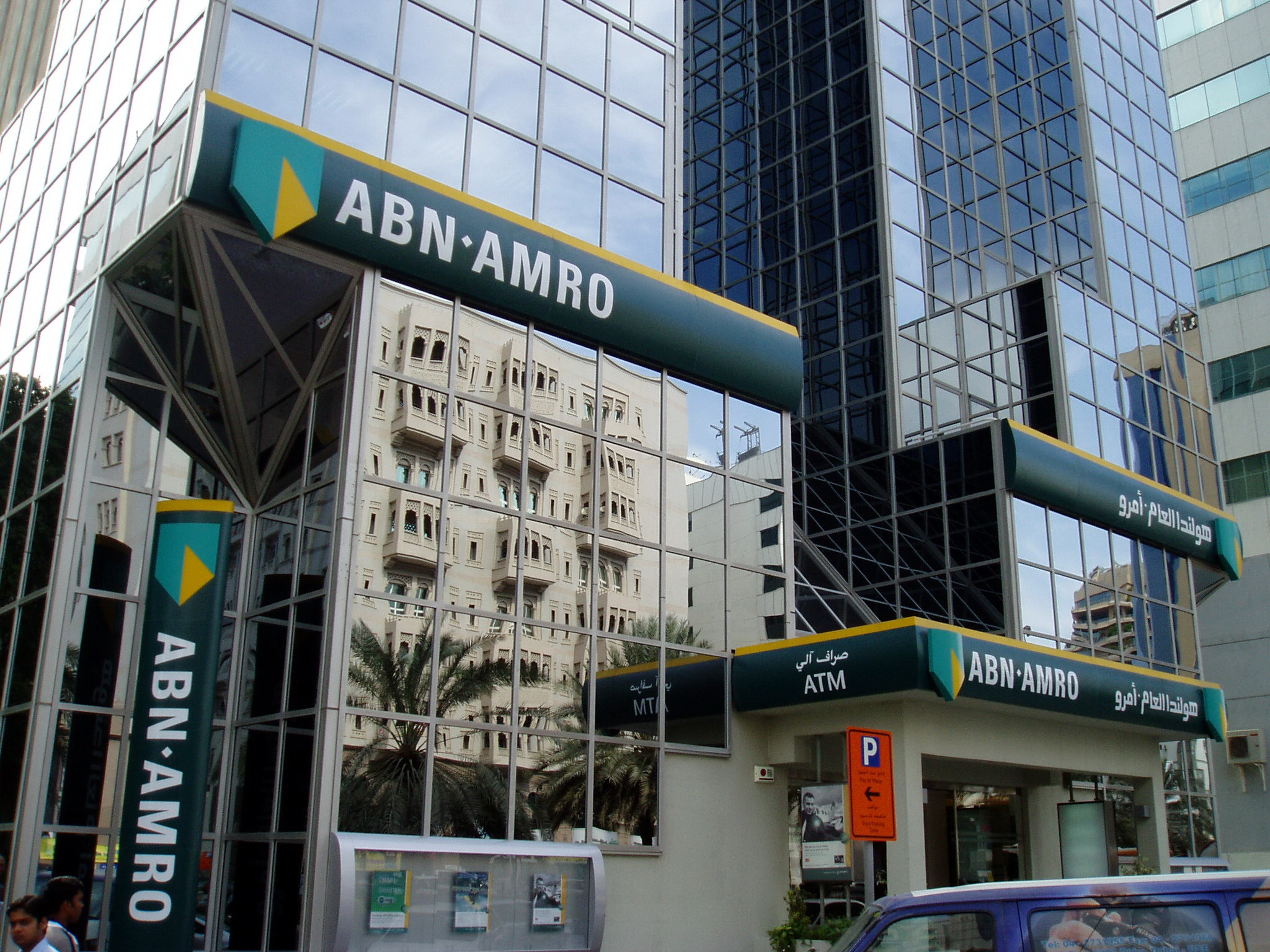
ايه بي ان امرو في دبي (هذا الفرع لم يعد يعمل اعتبارًا من ديسمبر 2018)

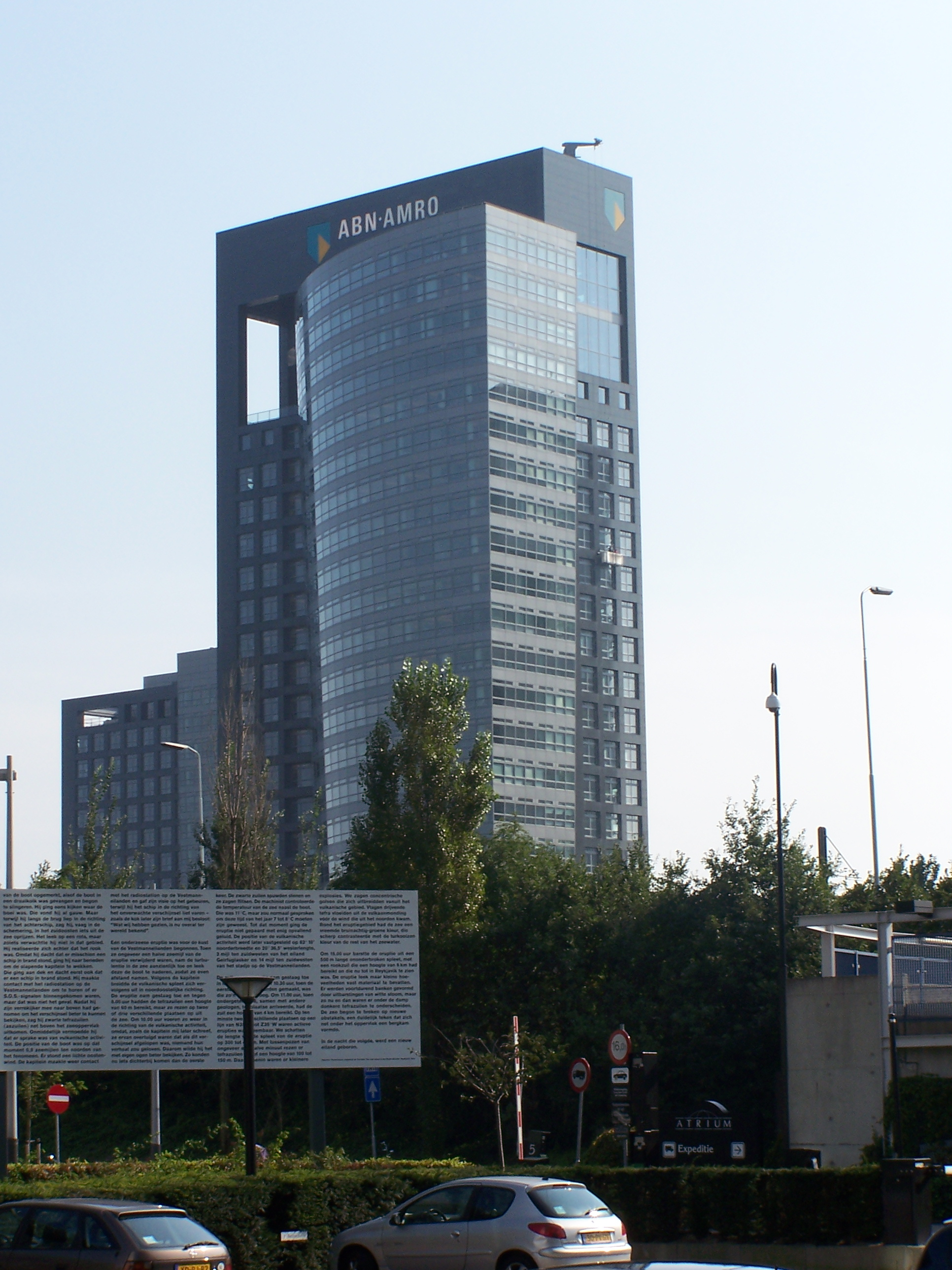
مقر ايه بي ان امرو في أمستردام

## روابط خارجية
- الموقع الرسمي
- ABN AMRO 2014 التقرير السنوي
- ABN الفيديو والصوت على MarketWatch
- موقع ABN AMRO باكستان
- CountryLab / باريس